# IC 540
IC 540 је спирална галаксија у сазвјежђу Лав која се налази на листи објеката дубоког неба у Индекс каталогу.
Деклинација објекта је + 7° 54' 5" а ректасцензија 9h 30m 10,1s. Привидна величина (магнитуда) објекта IC 540 износи 14,1 а фотографска магнитуда 14,9. IC 540 је још познат и под ознакама UGC 5064, MCG 1-24-25, CGCG 34-54, PGC 26968.